# Georg Wittig
 Der er for få eller ingen kildehenvisninger i denne artikel, hvilket er et problem. Du kan hjælpe ved at angive troværdige kilder til de påstande, som fremføres i artiklen.

Herbert Charles Brown (født 22. maj 1912, død 19. december 2004) var en engelsk-født amerikansk kemiker, som sammen med Georg Wittig modtog Nobelprisen i kemi i 1979.
Georg Wittig (16. juni - 26. august 1987) var en tysk kemiker, der beskrev en metode til syntese af alkener fra aldehyder og ketoner ved brug af stoffer kaldet fosfoniumion-ylider i Wittig-reaktion. Han modtog nobelprisen i kemi sammen med den britisk-amerikanske kemiker Herbert C. Brown i 1979.